# 胡里內
49°59′27″N 35°49′4″E / 49.99083°N 35.81778°E
胡里內（烏克蘭語：Гурине）是位於烏克蘭東部的村莊，由哈爾科夫州哈爾科夫區的柳博滕市鎮負責管轄。該村始建於1750年，面積0.3平方公里，海拔高度201米，2001年人口65，人口密度每平方公里209.7人。